# Гаїмі
Гаїмі (Га) — в іберійській міфології — бог.
Бог Гаїмі шанувався населенням Іберії (Східна Грузія) аж до поширення християнства. Відомості про нього, збереглися тільки в літописах. Він шанувався разом з богом Гаці. Золотий ідол Гаці і срібний ідол Гаїмі стояли поруч з ідолами Армазі та інших давньогрузинських божеств в Армазціхе (територія сучасної Мцхети). Після оголошення християнства державною релігією (30-ті роки IV ст.) всі ідоли були знищені.
Згідно з літописною традицією, Гаїмі, як і Гаці, називали «той, хто знає найпотаємніше».